# 孟慶而
孟慶而（1986年4月27日—），台灣女藝人，出生於英國倫敦，在臺灣桃園市長大，畢業於武陵高中、政治大學新聞系，孟子第七十三代後代。在大學時曾擔任政大啦啦隊隊長，獲得大專啦啦隊錦標賽創意組三屆冠軍／混合乙組亞軍、全國大專盃金旋獎獨唱組冠軍。受朋友邀約主持外景節目而踏進演藝圈，跨足主持、創作歌手、戲劇、舞台劇、電影、作家領域。

## 音樂作品
| 發佈日期       | 歌曲名稱     |
| -------------- | ------------ |
| 2015年11月10日 | My Melody    |
| 2016年4月14日  | 咬指甲       |
| 2016年11月14日 | Sorry Kisses |
| 2017年4月29日  | U & I        |

## 影視作品

### 電視劇
- 大愛電視台 藍色艷陽天（小萍）
- 大愛電視台 等待曙光（陳文玲）
- 大愛電視台 等待天光（露露）

### 舞台劇
- 紙風車劇團 2014年巡迴演出《小小羊兒要回家-三國奇遇》[9]

### 電影
- 十萬夥急（護士小姐）

## 主持

### 節目主持
| 日期   | 節目名稱         | 播出頻道                    | 備註           |
| ------ | ---------------- | --------------------------- | -------------- |
| 2015年 | 孟孟玩3C         | 雅虎奇摩                    |                |
| 2015年 | 華人世界讓您最美 | 東森電視台                  |                |
| 2011年 | 生活接力棒       | 東森電視台                  |                |
| 2010年 | 國民漢字須知     | 大愛電視台                  | 與韋佳德主持。 |
| 2010年 | 360行向前衝      | 非凡電視台                  |                |
| 2010年 | 美麗好簡單       | 臺灣電視台                  |                |
| 2009年 | 樂活農村         | 行政院農業委員會Youtube頻道 |                |

## 演唱會

### 大型活動演唱會
| 日期              | 演唱會名稱                   | 舉行地點                   |
| 2011年10月10日    | 2011國慶大稻埕煙火節         | 臺北大稻埕碼頭             |
| 2015年10月10日    | 2015台北國際玩具創作大展     | 臺北華山1914文創園區       |
| 2015年11月29日    | 脊髓損傷公益路跑暨野餐日     | 大臺北都會公園             |
| 2015年12月31日    | 2016澎湖跨年晚會             | 澎湖縣政府廣場             |
| 2016年6月4日      | 2016臺大公館商圈樂一夏購物趣 | 臺大公館商圈               |
| 2016年9月27日     | 亞洲巡迴EP發佈會             | 海南音樂舖子美食城小劇場   |
| 2016年10月8日     | 2016台北國際玩具創作大展     | 臺北華山1914文創園區       |
| 2017年4月29日     | 好事箏風趣音樂會             | 新店碧潭                   |
| 2017年7月9日      | 音浪頭城海洋文化觀光季       | 宜蘭縣頭城鎮烏石港港澳沙灘 |
| 2017年8月12、13日 | 中山新天地－線形音樂祭       | 臺北市中山線形公園         |
| 2017年8月26日     | 2017宜蘭情人節               | 宜蘭縣蘇澳鎮南方澳         |
| 2017年10月9日     | 2017台北國際玩具創作大展     | 臺北華山1914文創園區       |

### 個人演唱會
| 日期           | 演唱會名稱                                      | 舉行地點              |
| 2011年11月18日 | 孟慶而個人演唱會，孟慶而momoX草莓樂團，草莓．孟 | 臺北Drop Coffee House |
| 2012年8月25日  | 孟慶而個人演唱會，孟見烏克麗麗                  | 臺北口袋咖啡 CafÄRT   |
| 2014年2月26日  | 孟慶而個人演唱會，Reborn Concert                | 臺北公館小河岸        |
| 2014年12月20日 | 孟慶而個人演唱會，Duckweed                      | 臺北公館小河岸        |
| 2015年8月15日  | 孟慶而x開水小姐，交叉點演唱會                   | 臺北公館小河岸        |
| 2015年9月5日   | 孟慶而個人演唱會，Feel Like Home音樂同樂會      | 臺北好意思咖啡        |
| 2016年3月25日  | 孟慶而「勇敢築夢 為愛發聲」公益演唱會           | 臺北西門紅樓 大河岸   |

## 書籍出版
- 《MY MELODY 同遊台北+宜蘭》[22]

## 雜誌封面
- 《PC home 9月號/2017 第260期》[23]

## 獎項
- 第二十二屆金旋獎全國大專獨唱音樂比賽冠軍
- 全國大專盃啦啦隊錦標賽混合乙組亞軍
- 全國大專盃啦啦隊錦標賽創意組三屆冠軍

## 外部連結
- 孟慶而 Facebook
- 孟慶而 YouTube （页面存档备份，存于）
- 孟慶而 Instagram